# Hard (Áustria)
Hard, também conhecida como Hard am Bodensee, é um município da Áustria, situado no distrito de Bregenz, no estado de Vorarlberg. Tem 17,78 km² de área e sua população em 2019 foi estimada em 13.632 habitantes.